# Hambleden
Hambleden – wieś w Anglii, w hrabstwie Buckinghamshire, w dystrykcie (unitary authority) Buckinghamshire. Leży 52 km na zachód od centrum Londynu. W 2001 miejscowość liczyła 1413 mieszkańców.